# Atlantapseudes nigrichela
Atlantapseudes nigrichela är en kräftdjursart som beskrevs av Mihai Bacescu 1978. Atlantapseudes nigrichela ingår i släktet Atlantapseudes och familjen Apseudidae. Inga underarter finns listade i Catalogue of Life.